# Сабунде, Раймунд де
Раймунд де Сабунде (Рамон Сибиуда, кат. Ramon Sibiuda; около 1385, Каталония, Испания — 29 апреля 1436, Тулуза, Франция) — каталонский философ.

## Биография
Раймунд изучал свободные искусства, медицину и теологию, впоследствии был профессором в Тулузе и ректором университета.
Он стремился примирить противоречия между природой или разумом и Библией, причём приближался к мистике. В своём сочинении Liber creaturarum seu theologiae naturalis (Страсбург, 1496) Раймунд де Сабунде представил целую систему учения церкви. Выступал против позиции, согласно которой разум и вера, философия и теология антитетичны. Утверждал, что книга природы и Библия являются божественными откровениями; первая — общее и непосредственное, вторая — особое и опосредованное.
Книга была написана на латинском языке в сочетании с словами каталанского диалекта. Последователи переписали на чистую латынь. За утверждение о том, что Библия не является единственным источником истины в 1595 году была внесена в Индекс запрещённых книг.

## Сочинения
- Раймунд Сабундский Естественное богословие, или книга творений... // Чаша Гермеса: Гуманистическая мысль эпохи Возрождения и герметическая традиция М.: Юристъ, 1996. С.112-113.